# Église Saint-Georges d'Escamps
L'église d'Escamps est une église située à Escamps, dans le département français de l'Yonne, en France.

## Historique
L'édifice est inscrit au titre des monuments historiques en 1926.